# Зграда Сецесије у Бечу
Зграда сецесије је изложбена сала у Бечу. Зграду је пројектовао и 1898. изградио Јозеф Марија Олбрих као архитектонски манифест за Бечку сецесију, групу побуњених уметника који су се отцепили од етаблираних институција ликовне уметности.

## Опис зграде
Зграда се налази близу Карловог трга, Бечког ринга и пијаце Нашмаркт.
Зграда окупира око хиљаду квадратних метара. У згради се налази Бетовенов фриз, рад Густава Климта, једно од најпризнатијих уметничких дела стила сецесије, прецизније њеног огранка познатог као Југендстил у Немачкој и нордијским земљама. Изградњу је финансирао Карл Витгенштајн,  отац Лудвига Витгенштајна.
Изнад улаза у павиљон исписан је мото сецесионистичког покрета: „Сваком добу његова уметност, свакој уметности њена слобода“. Испод се налази скулптура три горгоне које симболизују сликарство, скулптуру и архитектуру.
Зграда павиљона Сецесије се налази на аустријској кованици од 0,50 евра. Такође се појављује као главни мотив једног од аустријских колекционарских кованица: Сецесијског комеморативног новчића од 100 евра, искованог новембра 2004. године. На реверсу ове кованице је приказан детаљ са Бетовеновог фриза, који се налази унутар ове зграде.

## Реновирање зграде
Од августа 2017. до септембра 2018. године, фасада, укључујући куполу, је у потпуности реновирана. Поред тога, обновљени су подови и климатизација. Приступ Бетовеновом фризу у подруму је побољшан инсталирањем лифт. Редизајнирана је продавница и сређена је нова просторија за посебне догађаје и изложбе. Реконструисани су одсечени венци Коломана Мозера са задње стране зграде. Трошкови радова на реновирању и модернизацији износили су 3,5 милиона евра. Град Беч и Савезна канцеларија Републике Аустрије преузели су по 1,2 милиона евра трошкова, преосталу скоро трећину обезбедила је Сецесија, њени спонзори и симпатизери.

## Слике зграде
- Зграда Сецесије у Бечу око 1900. године.
- Зграда Сецесије 2017
- Фасада зграде
- Детаљи у облику лишћа
- Југендстил сове на фасади коју је израдио Коломан Мозер
- Бетовенов фриз, који је креирао Густав Климт, смештен је на доњем спрату.
- Бетовенов фриз, рад Густава Климта.
- Три горгоне (медузе): Сликарство, архитектура и скулптура
- Макета зграде
- Аустријска кованица од једног евра са приказом Зграде Сецесије у Бечу

## Утицаји
Млада Пољска (пољ. Młoda Polska) је био модернистички период у пољској ликовној уметности, књижевности и музици. У периоду између 1890. и 1918. године Млада Пољска је примала доста Аустроугарских утицаја. Многе изложбе одржане су у Палати уметности, познатој и као „Сецесија“, у старом делу Кракова.